# Surf ai Giochi della XXXIII Olimpiade
Le competizioni di surf ai Giochi della XXXIII Olimpiade si sono svolte dal 27 luglio al 5 agosto 2024 presso il villaggio di Teahupo'o a Tahiti, nella Polinesia francese, battendo il record per la competizione più lontana organizzata ad di fuori dalla città ospitante. Un totale di 48 surfisti (24 per ogni sesso) gareggeranno negli eventi di shortboard, aumentando le dimensioni degli atleti di otto in più rispetto a Tokyo 2020.

## Luogo
La competizione di surf si svolgerà a Teahupo'o, Tahiti, il territorio francese d'oltremare della Polinesia nel Pacifico meridionale. È stata presa la decisione di organizzare la gara di surf nel territorio francese invece che nell'Europa continentale a causa delle famose onde massicce dell'isola adatte alle gare di surf.

## Qualificazioni
Il sistema di qualificazione per Parigi 2024 si basa sul formato precedente utilizzato per Tokyo 2020, garantendo la partecipazione dei migliori surfisti professionisti del mondo, insieme alla vasta promozione di opportunità geografiche universali per i surfisti di tutto il mondo ai Giochi. Sebbene la quota di due surfisti per sesso e paese rimanga intatta, sono state introdotte due eccezioni a questa regola per i campioni a squadre degli ISA World Surfing Games 2022 e 2024, il che potrebbe comportare che alcune squadre vedano la loro quota espandersi a tre surfisti.

## Calendario
Le gare si sono svolte in tre giorni, dal 27 al 31 luglio. Questo è il programma attuale, anche se a seconda delle condizioni meteorologiche gli eventi possono verificarsi fino al 4 agosto. 
| Data                  | Evento                                                              |
| --------------------- | ------------------------------------------------------------------- |
| 27 luglio 2024        | Round 1 maschili e femminili                                        |
| 28 luglio 2024        | Round 2 maschile e femminile                                        |
| 29 luglio 2024        | Round 3 maschile e femminile                                        |
| 1 / 2 / 5 agosto 2024 | Quarti di finale e semifinali maschili e quarti di finale femminili |
| 2 / 5 agosto 2024     | Finali maschili e semifinali e finali femminili                     |

## Podi
| Evento                          | Oro            | Argento             | Bronzo         |
| Shortboard maschile (dettagli)  | Kauli Vaast    | Jack Robinson       | Gabriel Medina |
| Shortboard femminile (dettagli) | Caroline Marks | Tatiana Weston-Webb | Johanne Defay  |

## Medagliere
| Pos.   | Paese       | Oro | Argento | Bronzo | Totale |
| ------ | ----------- | --- | ------- | ------ | ------ |
| 1      | Francia     | 1   | 0       | 1      | 2      |
| 2      | Stati Uniti | 1   | 0       | 0      | 1      |
| 3      | Brasile     | 0   | 1       | 1      | 2      |
| 4      | Australia   | 0   | 1       | 0      | 1      |
| Totale | Totale      | 2   | 2       | 2      | 6      |